# ダイナボット
ダイナボット株式会社 (DAINABOT CO., LTD.) は、かつて存在した日本の製薬会社。米アボット・ラボラトリーズと大日本製薬（現在は大日本住友製薬）との合弁会社として設立された。社名は大日本製薬の"Dain"(ihon)とアボット"Abbot"(t)を合わせて命名された。2003年にアボット・ラボラトリーズの傘下であった北陸製薬株式会社と合併し、アボットジャパン株式会社となり現在に至っている。診断薬機器事業を主力としていたが、後年、医療用医薬品に注力した。医療用医薬品はすべて大日本製薬から販売されていた。東京都港区に診断薬事業部、大阪市中央区に医薬品事業部の本社がそれぞれあった。

## 沿革
- 1962年 - 株式会社ダイナボットRI研究所設立
- 1964年 - 日本アボット株式会社設立
- 1977年 - アボット株式会社設立
- 1980年 - 松戸第二工場建設
- 1983年 - 上記3社を合併し、ダイナボット株式会社となる
- 2003年 - 2月 北陸製薬株式会社と合併し、アボットジャパン株式会社となる